# 千炳林
千炳林（チョン・ビョンニム、せん・へいりん、천병림、1896年8月6日 - 1943年？）は、朝鮮半島の独立運動家、民族主義者。

## 略歴
忠清南道扶余郡扶余邑佳増里に生まれる。義烈団員となり、韓一来（韓一來、ハン・イルレ、한일래）、韓韋松（ハン・ウィソン、한위송）、韓英日（ハン・ヨンイル、한영일）、千炳日（チョン・ビョンイル、천병일）、方子遠（パン・ジャウォン、방자원）、韋思源（ウィ・サウォン、위사원）などの変名を用いた。
1932年10月25日、上海市で韓国独立党・朝鮮革命党・朝鮮義烈団など政党団体の代表9名が戦線統一問題について協議した際、朴健雄とともに義烈団代表として参席した。この準備会議を経て、各団体の戦線統一を推進するための協議機構として、同年11月10日、韓国対日戦線統一同盟が結成された。このとき、千炳林は9人の執行委員の一人に選出されて統一戦線運動に関与した。
同年10月には、義烈団の金元鳳が南京市で設立した朝鮮革命幹部学校の政治班教官になり、幹部養成や学生募集活動にあたった。1933年、長男の韓璟も祖父とともに中国へ渡った。1935年7月5日、義烈団・韓国独立党など5つの団体が合併して朝鮮民族革命党が結党されると、千炳林も幹部として参加し中央検査委員を務めた。1936年3月、民族革命党軍事部の算術代数教官に任命され、同年7月には党大会で中央委員に選出された。同年8月、党華南支部総責任者となった。
1937年12月、朝鮮民族革命党・朝鮮民族解放同盟・朝鮮革命者連盟などが連合して結成した朝鮮民族戦線連盟の秘書に選出された。1938年10月、朝鮮民族戦線連盟で朝鮮義勇隊を創設すると、その活動を指揮監督する指導委員となった。同年4月から朝鮮民族戦線連盟機関紙『朝鮮民族戦線』の発行人、1939年1月から朝鮮義勇隊機関誌『朝鮮義勇隊通訊』の中国語版主編委員を務めた。
重慶市で肺病により死亡。1994年、大韓民国建国勲章独立章を受章した。朝鮮戦争開戦時の朝鮮人民軍第6師団第13連隊長韓日海（ハン・イレ、한일해）大佐は別人である。